# Maxime Leverbe
Maxime Jean Roberto Leverbe (Villepinte, 15 febbraio 1997) è un calciatore francese, difensore del L.R. Vicenza.

## Caratteristiche tecniche
Difensore centrale con un'ottima visione di gioco, abile nell'impostazione della manovra, è bravo nel gioco aereo; per le sue caratteristiche è stato paragonato a Matías Silvestre.

## Carriera

### Club

#### Gli inizi
Cresciuto nel settore giovanile dell'Ajaccio, nel 2016 si trasferisce alla Sampdoria, con cui disputa una stagione con la formazione Primavera. Il 31 agosto 2017 passa in prestito all'Olbia, con cui il 19 novembre, nella partita persa per 2-1 contro il Livorno, segna la prima rete in carriera.
Il 31 gennaio 2019 si trasferisce, a titolo temporaneo, al Cagliari; mai impiegato dal club rossoblù. 

#### Chievo
Il 5 luglio viene ceduto a titolo definitivo al Chievo, con cui firma un triennale. Con l'arrivo di Alfredo Aglietti sulla panchina dei veronesi si impone come titolare nel ruolo. L'ottimo rendimento dimostrato nel corso della sua prima stagione in gialloblù gli portano il gradimento di molti club, ma rimane a Verona anche nell'annata successiva, giocando con continuità e concludendo con 29 apparizioni e un goal, segnato su calcio di rigore il 31 ottobre 2020 nel successo per 2-0 contro il Cosenza. 

#### Pisa
Rimasto svincolato a seguito dell'esclusione dal professionismo del Chievo, il 5 agosto 2021 firma per il Pisa.

#### Ritorno alla Sampdoria e prestito al Benevento
Il 28 luglio 2022, dopo una buona stagione in Serie B, ritorna alla Sampdoria in prestito con diritto di riscatto. Il 1 settembre successivo, tuttavia, passa in prestito al Benevento.Il 22 ottobre segna il suo primo gol, quello del provvisorio pareggio in casa del Como, partita poi persa per 2-1. Questa è stata la sua unica rete da lui realizzata nell'arco della stagione, culminata con la retrocessione in Serie C per i campani.

#### Ritorno al Pisa
Terminato il prestito ai sanniti fa ritorno al Pisa, con cui disputa tutta la stagione 2023-2024 partendo titolare nel girone d'andata per poi perdere il posto a novembre restando in panchina per il resto della stagione.

#### La serie C e L.R. Vicenza
Il 20 agosto 2024 viene acquistato dal L.R. Vicenza, scendendo cosi nella terza serie italiana.

## Statistiche

### Presenze e reti nei club
Statistiche aggiornate al 28 maggio 2025.
| Stagione        | Squadra         | Campionato      | Campionato | Campionato | Coppe nazionali | Coppe nazionali | Coppe nazionali | Coppe continentali | Coppe continentali | Coppe continentali | Altre coppe | Altre coppe | Altre coppe | Totale | Totale |
| Stagione        | Squadra         | Comp            | Pres       | Reti       | Comp            | Pres            | Reti            | Comp               | Pres               | Reti               | Comp        | Pres        | Reti        | Pres   | Reti   |
| --------------- | --------------- | --------------- | ---------- | ---------- | --------------- | --------------- | --------------- | ------------------ | ------------------ | ------------------ | ----------- | ----------- | ----------- | ------ | ------ |
| 2017-2018       | Olbia           | C               | 14         | 1          | CI-C            | 1               | 0               | -                  | -                  | -                  | -           | -           | -           | 15     | 1      |
| 2018-gen. 2019  | Sampdoria       | A               | 0          | 0          | CI              | 0               | 0               | -                  | -                  | -                  | -           | -           | -           | 0      | 0      |
| gen.-giu. 2019  | Cagliari        | A               | 0          | 0          | CI              | -               | -               | -                  | -                  | -                  | -           | -           | -           | 0      | 0      |
| 2019-2020       | Chievo          | B               | 26+3       | 0+1        | CI              | 2               | 0               | -                  | -                  | -                  | -           | -           | -           | 31     | 1      |
| 2020-2021       | Chievo          | B               | 29         | 1          | CI              | 1               | 0               | -                  | -                  | -                  | -           | -           | -           | 30     | 1      |
| Totale Chievo   | Totale Chievo   | Totale Chievo   | 55+3       | 1+1        |                 | 3               | 0               |                    | -                  | -                  |             | -           | -           | 61     | 2      |
| 2021-2022       | Pisa            | B               | 37+4       | 0          | CI              | 1               | 0               | -                  | -                  | -                  | -           | -           | -           | 42     | 0      |
| 2022-2023       | Benevento       | B               | 18         | 1          | CI              | 0               | 0               | -                  | -                  | -                  | -           | -           | -           | 18     | 1      |
| 2023-2024       | Pisa            | B               | 14         | 0          | CI              | 1               | 0               | -                  | -                  | -                  | -           | -           | -           | 15     | 0      |
| 2024-2025       | L.R. Vicenza    | C               | 36+4       | 3+1        | CI-C            | 0               | 0               | -                  | -                  | -                  | -           | -           | -           | 40     | 4      |
| Totale carriera | Totale carriera | Totale carriera | 185        | 8          |                 | 6               | 0               |                    | -                  | -                  |             | -           | -           | 191    | 8      |